# コンサートマスター
コンサートマスター（英: concertmaster）は、オーケストラ（管弦楽団）の各奏者を統率して、指揮者の意図を音楽に具現する役職。いわば「第2の指揮者」。第1ヴァイオリンの首席奏者（客席から見ると、指揮者の左側、かつ客席側に位置する）が務めるのが通常である。
本記事では主にオーケストラ（管弦楽団）のコンサートマスターについて記述するが、吹奏楽団などのコンサートマスターにも言及する。

## 呼称
アメリカのオーケストラで多用されるアメリカ英語の呼称である。本来は、男性奏者について concertmaster 、女性奏者には concertmistress を用いる。しかし、近年のアメリカではポリティカル・コレクトネスの観点から concertmaster に統一する傾向にある。
日本語の呼称はコンサートマスター・コンサートミストレス、およびそれぞれを省略したコンマス・コンミス。
イギリス英語の呼称はリーダー (leader)。英語圏ではイギリス以外にも同様の国がある。
ドイツ語の呼称は、男性奏者はコンツェルトマイスター (Konzertmeister)、女性奏者はコンツェルトマイステリン (Konzertmeisterin)。
フランス語の呼称はプルミエ・ヴィオロン (premier violon)。

## 役割
オーケストラなどの大きな演奏団体では指揮者が置かれるが、実際の細かな音の出だしや切る位置、微妙なニュアンスは、指揮では示しきれないことも多い。このような場合、ほかの団員は指揮を見るのと同時にコンサートマスターを見て演奏し、コンサートマスターは必要に応じて指示を出す。
何らかの事情で演奏会本番になって本来の指揮者が出演できなくなり、代役の手配がつかない場合、コンサートマスターが指揮者の代行として、オーケストラ全体に指示を出すことがある。2004年10月のNHK交響楽団定期演奏会において、本来の指揮者が本番指揮中に怪我をしてしまったため、コンサートマスターがチャイコフスキーの交響曲第4番全曲を「指揮」するなど、日本国内でもいくつか実例がある。ただしこうした場合では、コンサートマスターは指揮棒を手にしたり指揮台に上がることはほとんどなく、自分の席（第1ヴァイオリンの最前列）に座ったままサインを出したり、必要に応じて立ち上がって弓で指示を与えるぐらいである。
練習に際しては、指揮者の指示を補ったり、指揮者の指示に従って演奏法を細かく指示したり、演奏者を代表して指揮者と協議したりする。多くのオーケストラでは、（楽譜に特に指示されていない部分での）弦楽器セクションのボウイングを決めるのもコンサートマスターの役割であり、オーケストラの音色を特徴づける重責を担っている。
ヴァイオリン独奏の部分はコンサートマスターが担当する。
演奏の前後に指揮者が挨拶をするときには、一般にオーケストラは起立するが、起立、着席、楽屋に引き揚げるなどの合図はコンサートマスターが行う。
アメリカのオーケストラでは、演奏前のチューニング（音合わせ）でコンサートマスターの出すA (La) の音に各奏者が合わせる。日本では、オーボエがA (La) の音を出し、起立したコンサートマスターがその音を引き取って各奏者が合わせる。ヨーロッパではオーボエのA (La) に直接各奏者が合わせることが多い。ドイツでの一例としては、コンサートマスターの起立を合図にオーボエがAを出し、それにまず管楽器とコンサートマスターが合わせ、そのあとコントラバスが合わせたあと、コンサートマスターのAに弦楽器が合わせるというのがある。オーケストラによっては、演奏前の出場の時、最後に出場して他の楽員に迎えられる、というような儀礼を取るところもある。

## 人選
コンサートマスターの採用・契約は、ヴァイオリンのトゥッティ（一般団員：「その他大勢」の意）とは別採用、別契約で行われる。上記のように演奏上その他で役割が大きいためである。管弦楽曲においてもソロの目立つ曲は多いため、演奏技術も当然格段に優れている必要がある。コンサートマスターが何らかの理由により退団する場合、後任は別のトゥッティから選ぶことはせず公募を行う。トゥッティから応募する場合も、公募に応じた他の候補者と共に選考を受ける。団体によっては、コンサートマスターが複数置かれる場合や、演奏会や曲によってオーケストラに所属しない奏者がコンサートマスターを務める場合もある（客演）。

## オーケストラ以外の楽団のコンサートマスター

### 吹奏楽団
吹奏楽では、配置上オーケストラのコンサートマスターの位置にいる第1クラリネット首席が上述のコンサートマスターと同じ役割をすることが多い。曲のソロを任されることが多い。演奏者のとりまとめとしてのコンサートマスターは、他のパートのトップ（いわゆる第一奏者や首席奏者）がこの職を担うこともある。例えば、2023年4月現在、東京佼成ウインドオーケストラではアルトサクソフォーン奏者が担当している。

### ブラスバンド
ブラスバンド編成の一つである英国式ブラスバンドでは、プリンシパル・ソロ・コルネット（ソロ・コルネット首席）がコンサートマスターと同様の役割を果たす。

### その他の編成
ジャズバンドやビッグバンドなどでは、トランペットの第1奏者がバンドを統率することがある。バックバンドの形式ではバンドマスターが統率するが、担当する楽器は明確に決まっておらず、バンドによって異なる。

## 世界のオーケストラ

### 欧州
ウィーン・フィルハーモニー管弦楽団
- ゲオルク・ヘルメスベルガー1世 1842年 - 1868年（コンサートマスターではなくオーケストラ・ディレクター）
- ヤコブ・グリュン（ドイツ語版） 1868年 - 1897年
- カール・プリル （ドイツ語版）1897年 - 1925年
- ヨーゼフ・ヘルメスベルガー1世 1860年 - 1877年
- アルノルト・ロゼー 1881年 - 1938年
- ヴァルター・バリリ 1941年 - 1972年
- （ヴェセリン・パラシュケヴォフ 1973年ウィーン国立歌劇場管弦楽団コンサートマスターに就任。ウィーン・フィルハーモニー協会未入会のため、正式にはウィーン・フィルハーモニーのコンサートマスターには就任しないまま退団。）
- ヴェルナー・ヒンク 1974年 - 2008年
- アルベナ・ダナイローヴァ 2008年 -
- ブルーノ・アーネル1901年 - 1902年
- ユリウス・シュトヴェルトカ （ドイツ語版）1902年 - 1936年
- ヴォルフガング・シュナイダーハン 1937年 - 1949年
- フランツ・マイレッカー （ドイツ語版）1921年 - 1945年
- フリッツ・セドラック 1945年 - 1965年
- ヨーゼフ・シヴォー 1965年 - 1972年
- （ペーター・グート 1973年ウィーン国立歌劇場管弦楽団コンサートマスターに就任。ウィーン・フィルハーモニー協会未入会のため、正式にはウィーン・フィルハーモニーのコンサートマスターには就任しないまま退団。）
- （マンフレッド・ガイヤーハルター 1973年ウィーン国立歌劇場管弦楽団コンサートマスターに就任。ウィーン・フィルハーモニー協会未入会のため、正式にはウィーン・フィルハーモニーのコンサートマスターには就任しないまま退団。）
- エーリッヒ・ビンダー（ドイツ語版） 1974年 - 1992年
- ライナー・ホーネック 1992年 -

- リカルド・オドノポソフ 1935年 - 1938年
- ヴィリー・ボスコフスキー 1939年 – 1970年
- ライナー・キュッヒル 1970年 - 2016年
- （ホセ・マリア・ブルメンシャイン 2016年 - 2018年にウィーン国立歌劇場管弦楽団コンサートマスターに就任。ウィーン・フィルハーモニー協会未入会のため、正式にはウィーン・フィルハーモニーのコンサートマスターには就任しないまま退団。）
- （フョードル・ルディン 2019年にウィーン国立歌劇場管弦楽団コンサートマスターに就任。ウィーン・フィルハーモニー協会未入会のため、正式にはウィーン・フィルハーモニーのコンサートマスターには就任しないまま退団。）
- （ギュンター・ピヒラー 1962年 - 1963年にウィーン国立歌劇場管弦楽団コンサートマスターに就任。ウィーン・フィルハーモニー協会未入会のため、正式にはウィーン・フィルハーモニーのコンサートマスターには就任しないまま退団。）
- ヴァルター・ヴェラー 1965年 - 1969年
- ゲルハルト・ヘッツェル 1969年 – 1992年
- ダニエル・ゲーデ（ドイツ語版） 1994年 - 2000年
- フォルクハルト・シュトイデ（ドイツ語版） 2000年 -

ウィーン交響楽団
- アントン・カンパー
- ヴォルフガング・シュナイダーハン 1933年 - 1937年
- ヴァルター・シュナイダーハン 1948年 - 1966年
- ギュンター・ピヒラー
- ミヒャエル・シュニッツラー（英語版） 1967年 - 1983年
- エーリヒ・ヘーバルト 1980年 - 1987年
- ゲルト・シューベルト
- ヤン・ポスピヒャル 1982年 -
- フローリアン・ツヴァイウアー 1989年 -
- ビルギット・コーラー 1994年 - 1996年
- ヴィリー・ビュッヒラー 1995年 - ？
- アントン・ソロコフ 2005年 -

ウィーン放送交響楽団
- ペーター・グート
- ペーター・マツカ 1998年 -
- モレート・マックラン 1993年 -

リンツ・ブルックナー管弦楽団
- 小林武史
- ハインツ・ハウノルド 1983年 -
- ルイ・チャン 1992年 -

ベルリン・フィルハーモニー管弦楽団
第1コンサートマスター
- セザール・トムソン 1882年（25歳就任）
- エウジェニー・ボドー 1882年 - 1883年
- ヨハネス・クルーズ 1883年 - 1886年（24歳就任）
- エンリケ・フェルナンデス・アルボス 1886年 - 1887年（23歳就任）
- ルートヴィヒ・ブロイエル 1887年 - 1893年
- ブラム・エルデリング（ドイツ語版） 1893年 - 1894年（26歳就任）
- アントン・ヴィテク 1894 - 1910（22歳就任）
- ユリウス・ソーンベルク 1910年 - 1917年（17歳就任）
- ゲザ・フォン・クレス 1917年 - 1920年（35歳就任）
- モーリッツ・ヴァン・デン・ベルク 1920年 - 1925年（22歳就任）
- トッシー・スピヴァコフスキー 1926年 - 1927年（19歳就任）
- ウィルフリート・ハンケ 1927年 - 1930年（25歳就任）
- シモン・ゴールドベルク 1930年 - 1934年（20歳就任）
- フーゴ・コルベルク 1934年 - 1938年、1958年 - 1963年（33歳就任）
- レオン・シュピーラー 1963年 - 1993年（35歳就任）
- ライナー・クスマウル（ドイツ語版） 1993年 - 1998年（47歳就任）
- コーリャ・ブラッハー 1993年 - 1999年（30歳就任）
- ガイ・ブラウンシュタイン 2000年 - 2013年（29歳就任）
- ノア・ベンディックス＝バルグリー 2014年 - （30歳就任）

- ヘンリー・ホルスト 1923年 - 1931年
- ジークフリート・ボリース 1933年 - 1940年（21歳就任）
- ゲルハルト・タシュナー 1941年 - 1945年（19歳就任）
- ジークフリート・ボリース 1945年 - 1961年
- トーマス・ブランディス（ドイツ語版） 1962年 - 1983年（27歳就任）
- 安永徹 1983年 - 2009年（32歳就任）（入団:1977年＝26歳）
- 樫本大進 2009年 - （31歳就任）

- エーリヒ・レーン 1934年 - 1945年（24歳就任）
- サシュコ・ガヴリーロフ 1948年 - 1949年（20歳就任）
- ヘルムート・ヘラー 1949年 - 1956年
- ミシェル・シュヴァルベ 1957年 - 1985年（38歳就任）
- ダニエル・シュタブラーヴァ（ドイツ語版） 1986年 - 2022年（31歳就任）（入団:1983＝28歳）

コンサートマスター
- リヒャルト・ミューラー 1882年 - 1883年
- ルートヴィヒ・ブロイエル 1883年 - 1887年
- カール・クレーケル 1882年 - 1892年
- フーゴ・オルク 1893年 - 1897年
- ヤン・ブシェテレ 1897年 - 1901年
- カール・クリングラー（ドイツ語版） 1901年 - 1902年（22歳就任）
- ヴァーツラフ・ターリッヒ 1903年（20歳就任）
- ヨハネス・ゲスターカンプ 1903年 - 1911年
- ハンス・バッサーマン 1911年 - 1912年
- フランツ・フォン・スパノウスキ 1912年 - 1914年
- ルイス・パーシンガー（英語版） 1914年 - 1915年（27歳就任）
- リッコ・アマール 1916年 - 1920年（25歳就任）
- ヤン・ダーメン 1920年 - 1922年（22歳就任）
- ヘンリー・ホルスト 1922年 - 1923年（23歳就任）
- ウィルフリート・ハンケ 1930年 - 1933年
- ウルリヒ・グレーリング（ドイツ語版） 1942年 - 1947年（25歳就任）
- ハンス・デンシューデ 1948年 - 1949年
- ハンス・ギーゼラー 1949年 - 1974年
- ゲルント・ゲラーマン 1974年 - 1976年
- ライナー・ゾンネ 1976年 - 2010年
- アンドレアス・ブシャーツ 2010年 - 2017年
- クシシュトフ・ポロネク 2019年 -

シュターツカペレ・ドレスデン
- カルロ・ファリーナ 1620年 - 1633年
- フランチェスコ・カステッリ 1629年 - 1631年
- バルダッサー・マンガノーニ ？ - 1654年
- ヨハン・ヴィルヘルム・フルヒハイム（ドイツ語版） 1665年 - 1682年
- コンスタンティン・クリスチャン・デデキント（ドイツ語版） 1666年 - 1674年
- ヨハン・パウル・フォン・ウェストホーフ（英語版） 1674年 - 1697年
- ゲオルク・ゴットフリート・バックストロー 1685年 - 1708年
- ヤン＝バプティスト・ウォールマイヤー（ドイツ語版） 1709年 - 1728年
- ヨハン・ゲオルク・ピゼンデル 1712年 - 1755年
- カール・マティアス・レーナイス 1720年 - 1781年
- フランチェスコ・マリア・カッタネーオ（ドイツ語版） 1726年 - 1758年
- クリストフォロ・バッビ 1781年 - 1814年
- フランツ・アントン・モルゲンロート 1812年 - 1847年
- ジョバンニ・バティスタ・ポレードロ（イタリア語版） 1814年 - 1822年
- ジュゼッペ・アントニオ・ローラ（英語版） 1823年 - 1837年
- フランソワ・シューベルト 1823年 - 1874年
- カロル・リピンスキー（ドイツ語版） 1839年 - 1860年
- ヨハン・クリストフ・ローターバッハ（ドイツ語版） 1861年 - 1889年
- エドゥアルト・ラッポルディ（デンマーク語版） 1877年 - 1898年
- アンリ・ペトリ（ドイツ語版） 1889年 - 1914年
- マックス・ロウインガー 1899年 - 1908年
- ルドルフ・ベルティッヒ 1900年 - 1940年
- グスタフ・ハーヴェマン（ドイツ語版） 1915年 - 1920年
- アドルフ・シーリング 1920年 - 1923年
- マックス・シュトループ 1922年 - 1925年
- ヤン・ダーメン 1924年 - 1945年
- フランシス・コーエン 1926年 - 1933年
- エーリッヒ・ミュールバッハ 1928年 - 1968年
- ウィリーバルド・ロット 1933年 - 1945 , 1954年 - 1971年
- ゴットフリード・ルッケ 1940年 - 1960年
- ペーター・グラッテ 1961年 - 1997年
- ペーター・ミリング 1969年 - 2007年
- クリスティアン・フンケ 1972年 - 1979年
- ローラント・ストロイマー 1982年 -
- カイ・フォーグラー 1989年 -
- マティアス・ウォロング 1999年 -
- 有希・マヌエラ・ヤンケ 2012年 - 2014年

ドレスデン・フィルハーモニー管弦楽団
- ステファン・フレンケル（ドイツ語版） 1924年 - 1927年
- シモン・ゴールドベルク 1925年 - 1929年
- ベルンハルト・ハーマン（ドイツ語版） 1942年 - 1945年
- サシュコ・ガヴリーロフ

シュターツカペレ・ベルリン
- ヨーゼフ・ヴォルフスタール 1921年 - ？
- マックス・シュトループ 1928年 - ？
- ジークフリート・ボリース 1941年 - 1945年
- エゴン・モルビッツァー 1951年 - 1989年
- カール・ズスケ 1962年 - 1974年
- ローター・シュトラウス 1984年 -

ベルリン・コンツェルトハウス管弦楽団
- ミヒャエル・エアックスレーベン 1982年 -
- ミハイル・ゼクラー 1990年 - ？
- 日下紗矢子 2008年 -

ベルリン・ドイツ交響楽団
- ゲルハルト・ヘッツェル 1964年 - 1968年
- 豊田耕児 1962年 - 1979年
- ハンス・マイレ 1962年 - 2004年
- ゲルンハルト・ハルトーク 1980年 -
- ルー・ウェイ 2004年 -

ベルリン放送交響楽団
- サシュコ・ガヴリーロフ
- ライナー・ウォルタース 1997年 -
- エレズ・オファー 2002年 -

ライプツィヒ・ゲヴァントハウス管弦楽団
- バルトロメオ・カンパニョーリ（ドイツ語版） 1796年 - 1817年
- ハインリッヒ・アウグスト・マタイ 1803年 - 1835年
- フェルディナント・ダヴィッド 1836年 - 1873年（1845年メンデルスゾーンのヴァイオリン協奏曲を初演）
- ヨーゼフ・ヨアヒム 1848年 - 1850年（1879年ブラームスのヴァイオリン協奏曲を初演）
- エンゲルベルト・レントゲン（ドイツ語版） 1850年 - 1897年
- ルートヴィヒ・ベーア（ドイツ語版）
- ヘンリ・シュラディーク 1874年 - 1882年
- アンリ・ペトリ（ドイツ語版） 1882年 - 1889年
- フェリックス・バーバー（ドイツ語版）  1898年 - 1903年（チャイコフスキーのヴァイオリン協奏曲初演者ブロツキーの高弟）
- エドガー・ヴォルガント（ドイツ語版） 1903年 - 1947年 （アルトゥル・ニキシュの娘婿）
- シャルル・ミュンシュ 1925年 - 1932年 （後に指揮者として大成）
- ヨアヒム・ハンチュク- 1958年
- クルト・シュティーラー 1933年 - 1955年
- ホルスト・ザンネミュラー（ドイツ語版） 1948年 - 1984年
- ゲルハルト・ボッセ 1955年 - 1987年
- カール・ズスケ 1959年 - 1961　1975 - 2001年
- マンフレッド・シェルツァー（ドイツ語版） 1973- 1975年
- クリスティアン・フンケ 1979年 -
- フランク・ミヒャエル・エルベン（ドイツ語版） 1987年 -
- セバスチャン・ブロイニンガー

MDR交響楽団
- ゲルハルト・ボッセ  1951年 - 1954年
- ガライ・ジェルジ  1960年 - ？
- ヴァルトラウト・ヴェヒター
- アンドレアス・ハルトマン

バイエルン放送交響楽団
- ルドルフ・ケッケルト（ドイツ語版） 1949年 - ？
- エルネ・シェベスティエン（ドイツ語版） 1980年 - 1991年
- フローリアン・ゾンライトナー (Florian Sonnleitner) 1986年 -
- エレズ・オファー 1993年 - 1998年
- ラドスラフ・シュルツ (Radoslaw Szulc) 1998年 -
- アントン・バラホフスキー（ドイツ語版） 2009年 -

ミュンヘン・フィルハーモニー管弦楽団
- クルト・グントナー（ドイツ語版）
- スレーテン・クルシュティチ 1982年 -
- インゴルフ・トゥルバン（ドイツ語版） 1985年 - ？
- ヴェルナー・グローブホルツ（ドイツ語版）
- ローレンツ・ナストゥリカ (Lorenz Nasturica-Herschcowici)  1992年 -
- ジュリアン・シェブリン 1994年 -

ミュンヘン放送管弦楽団
- ビルギット・コーラー  2000年 - ？
- ヘンリー・ラウダレス  2001年 -
- マキシム・コシノフ  2014年 -

NDRエルプフィルハーモニー管弦楽団（旧称：北ドイツ放送交響楽団）
- エーリヒ・レーン 1945年 - ？
- ベルンハルト・ハーマン（ドイツ語版） 1946年 - 1967年（ツアー中、心臓発作により死去）
- エーリヒ・ビンダー（ドイツ語版）
- ルーベン・ゴンザレス
- ローランド・グロイター 1982年 -
- ステファン・ワグナー 1993年 -
- フローリン・ポール 1995年 -

ケルン・ギュルツェニヒ管弦楽団
- ヴィリー・ヘス
- モーリッツ・ヴァン・デン・ベルク
- レオポルド・クラマー
- ユレイ・チズマロヴィチ
- トルステン・ヤーニケ
- ウルスラ・マリア・ベルク

シュトゥットガルト放送交響楽団
- ハンス・カラフース

シュトゥットガルト・フィルハーモニー管弦楽団
- ステファン・ワグナー 1989年 - 1992年
- マティアス・ヴェヒター 1993年 -
- アウレリ・ブワシュチョク 2001年 -

シュトゥットガルト州立歌劇場
- マックス・シュトループ 1921年
- ヨアヒム・シャル 元バイロイト祝祭管弦楽団コンサートマスター
- ヴォルフ＝ディーター・シュトライヒャー 現バイロイト祝祭管弦楽団コンサートマスター

ケルンWDR交響楽団
- ヴォルフガング・マルシュナー 1947年 - ？
- ヴェセリン・パラシュケヴォフ 1975年 - ？
- エドワード・ツィエンコフスキー
- 四方恭子 1990年 - 2002年
- ホセ・マリア・ブルメンシャイン
- スラヴァ・チェスティグラゾフ 2010年 -

ケルン放送管弦楽団
- ユレイ・チズマロヴィチ

バンベルク交響楽団
- オットー・ビュヒナー 1946年 - 1955年
- ルドルフ・ケッケルト（ドイツ語版） 1946年 - 1947年
- フランツ・ベルガー　1947年 - 1978年
- エルネスト・マンパエイ 1955年 - 1962年
- チャバ・ボーカイ 1962年 - 1964年
- アンリ・レウコヴィツ (Heuri Lewkowicz)　1964年 - 1965年
- 浦川宜也 1965年 - 1969年
- ヴァルター・フォルヒァート 1969年 - 1995年
- アレクサンダー・ブランシック（英語版） 1979年 - 1982年
- ペーター・ローゼンバーグ 1983年 -
- ヤコブ・ルビンシュタイン 1995年 - 2009年
- バルト・ヴァンデンボガルデ 2010年 -

ハンブルク・フィルハーモニカー
- ヤン・ゲスターカンプ
- コンラディン・ザイツァー
- イリアン・ガーネット（英語版）

ハンブルク交響楽団
- サシュコ・ガヴリーロフ
- トーマス・ブランディス（ドイツ語版）
- ヴィルヘルム・メルヒャー（英語版） 1963年 - ？

フランクフルト・ムゼウム管弦楽団（フランクフルト歌劇場管弦楽団）
- サシュコ・ガヴリーロフ

南西ドイツ・フィルハーモニー交響楽団
- 谷野響子
- ゴットフリード・アッカーマン

南西ドイツ放送交響楽団
- ペーター・タンフィールド（英語版）
- クリスティアン・オステルターク（ドイツ語版）
- イェルモライ・アルビケル

ロイヤル・コンセルトヘボウ管弦楽団
- クリスティアン・ティンムナー 1888年 - 1889年　1891 - 1892年　1894年 - 1895年  1904年 - 1911年
- ルイス・ウォルフ 1889年 - 1890年
- F・フラッドキー 1890年 - 1891年
- レオポルド・クラマー 1892年 - 1894年
- アンドレ・シュポー 1895年 - 1904年
- ルイ・ズィマーマン 1899年 - 1904年　1911年 - 1940年
- ルイ・ファール 1904年 - 1905年
- ハインリッヒ・フィードラー 1906年 - 1908年
- ユリウス・ソーンベルク 1908年 - 1910年
- ヘンドリック・リジンベルゲン 1915年 - 1919年
- フェルディナント・ヘルマン 1919年 - 1948年
- セーケイ・ゾルターン 1940年 - 1942年
- ヤン・ブレッサー 1940年 - 1965年
- ヤン・ダーメン 1948年 - 1957年
- ジェイコブ・クラチマルニック 1958年 - 1960年
- スティーヴン・スタリック（英語版） 1960年 - 1962年
- ヘルマン・クレバース 1962年 - 1980年
- ヨー・ユダ（オランダ語版） 1963年 - 1974年
- テオ・オロフ 1974年 - 1985年
- ヤープ・ヴァン・ズヴェーデン 1981年 - 1995年
- ヴィクトル・リーバーマン 1985年 -？
- ルドルフ・コエルマン 1996年 - 1999年
- アレクサンダー・ケール
- ヴェスコ・エシュケナージ
- リヴィウ・プルナール

オランダ放送フィルハーモニー管弦楽団
- アレクサンダー・ブランシック（英語版） 1982年 - 2001年
- ロナルド・ホーヘヴィーン

ロッテルダム・フィルハーモニー管弦楽団
- ヴィリー・ヘス
- ジャック・グラッツァー（英語版）
- イゴール・グルップマン（英語版）

ハーグ・レジデンティ管弦楽団
- ヘルマン・クレバース 1951年 - 1961年
- テオ・オロフ 1951年 - 1973年
- ジノ・ヴィニコフ

ロンドン交響楽団
- アーサー・W・ペイン 1904年 - 1912年
- ビリー・リード 1912年 - 1934年
- ジョージ・ロバート・スタットン 1925年 - 1952年
- トーマス・マシューズ 1952年 - 1953年
- グランビル・ジョーンズ 1954年 - 1955年
- ヒュー・マグワイア（英語版） 1956年 - 1962年
- ロドニー・フレンド 1962年 - 1964年
- エリック・グリューエンバーグ 1962年 - 1965年
- ジョン・ジョージアディス 1965年 - 1977年
- ジョン・ブラウン ？ - 1976年
- リチャード・ストゥット 1977年 - 1978年
- マイケル・デイビス 1979年 - 1987年
- アレクサンダー・ブランシック（英語版） 1989年 - 2001年
- ゴルダン・ニコリッチ 1998年 - 2017年
- ロマン・シモヴィック

ロンドン・フィルハーモニー管弦楽団
- デーヴィッド・マッカラム（英語版）
- ハワード・レイトン＝ブラウン
- ロドニー・フレンド 1964年 - 1974年
- ジェラルド・ジャービス 1969年 - 1972年
- デイヴィッド・ノーラン
- ボリス・ガーリッツキー
- ピーテル・スクーマン

ロイヤル・フィルハーモニー管弦楽団
- デーヴィッド・マッカラム（英語版） 1950年代
- スティーヴン・スタリック（英語版） 1957年 - 1959年
- レイモンド・コーウェン 1959年 - 1966年
- アラン・ラヴデイ 1967年 - 1971年
- エリック・グリューエンバーグ 1972年 - 1976年
- バリー・グリフィス 1976年 - 1989年
- ジノ・ヴィニコフ 1990年 - 1991年
- ジョナサン・カーネイ 1991年 - 1994年
- ダンカン・リデル 1995年 -
- クリオ・グールド（英語版） 2002年 -

フィルハーモニア管弦楽団
- レオナルド・ヒルシュ　1945年 - 1948年
- マヌーグ・パリキアン（英語版） 1949年 - 1957年
- クリストファー・ウォーレン＝グリーン（英語版）
- 岩淵麻弥　1994年 - 2010年
- ツォルト＝ティハメール・ヴィゾンタイ　2007年 -
- アンドリュー・ハヴェロン　2012年 - ？

BBC交響楽団
- アーサー・カッテラル（英語版） 1929年 - 1936年
- ヒュー・マグワイア（英語版） 1962年 - 1967年
- アンドリュー・ハヴェロン 2007年 - 2011年

BBCフィルハーモニック
- ペーター・タンフィールド（英語版）

ロイヤル・リヴァプール・フィルハーモニー管弦楽団
- ヘンリー・ホルスト 1940年 - 1941年
- マヌーグ・パリキアン（英語版） 1947年 - 1948年

ロイヤル・スコティッシュ管弦楽団
- エドウィン・パリング
- ジェームズ・クラーク　2010年 -
- 岩淵麻弥　2011年 -

ボーンマス交響楽団
- ヒュー・マグワイア（英語版） 1952年 - ？
- ジェラルド・ジャービス 1963年 - 1968年
- ジョナサン・カーネイ 1994年 - 2000年

バーミンガム市交響楽団
- ジョン・ジョージアディス

ハレ管弦楽団
- アーサー・カッテラル（英語版） 1907年 - 1925年
- ナウム・ブリンダー

パリ音楽院管弦楽団
- 石井 志都子
- アンリ・メルケル
- ジャン・ムイエール

パリ管弦楽団
- ルーベン・ヨルダノフ
- ジャン＝ジャック・カントロフ
- アラン・モグリア
- フィリップ・アイシュ
- ロラン・ドガレイユ

フランス国立管弦楽団
- アテフ・ハリム

- レジス・パスキエ
- パトリス・フォンタナローザ

- サラ・ネムタヌ
- リュック・エリ

パリ国立歌劇場管弦楽団
- フレデリック・ラロック
- マキシム・トランス
- ペトリ・リヴォネン

フランス放送フィルハーモニー管弦楽団
- スヴェトリン・ルセヴ
- アモリー・コエイトー
- ジユン・パク
- エレーヌ・コルレット
- ナタン・ミエルドル

ラムルー管弦楽団
- リュシアン・カペー

トゥールーズ・キャピトル国立管弦楽団
- マルコム・スチュワート
- ジュヌヴィエーヴ・ロランソー
- クリスティ・ジェズィ
- ジェウォン・キム

ストラスブール・フィルハーモニー管弦楽団
- モーリッツ・ヴァン・デン・ベルク
- シャーロット・ジュイヤー

フランス国立オーヴェルニュ＝ローヌ＝アルプ管弦楽団
- ゴルダン・ニコリッチ

- スヴェトリン・ルセヴ
- アモリー・コエイトー
- ギヨーム・シレム

フランス国立ボルドー＝アキテーヌ管弦楽団
- ロラン・ドガレイユ

- ウラディミール・ネムタヌ

フランス国立ロワール管弦楽団
- コンスタンティン・セルバン
- ジュリアン・ズルマン
- ジユン・パク

フランス国立メス管弦楽団
- ニコラ・アルヴァレズ

フランス国立リヨン管弦楽団
- ジェニファー・ギルバート

サヴォワ地方管弦楽団
- エマ・ジブ

フランス国立ブルターニュ管弦楽団
- ファビアン・ブド

フランス国立リール管弦楽団
- 田中綾子
- フェルナン・イアキウ

イル・ド・フランス国立管弦楽団
- アンヌ＝エステル・メドゥーズ
- アレクシ・カルデナス

パリ室内管弦楽団
- デボラ・ネムタヌ

ニース・フィルハーモニー管弦楽団
- ヴェラ・ノヴァコヴァ

マルセイユ・フィルハーモニー管弦楽団
- ダミン・キム

モンペリエ国立歌劇場管弦楽団
- ドロタ・アンデルシェフスカ

フランス国立アヴィニョン＝プロヴァンス管弦楽団
- コルデリア・パルム

フランス国立カンヌ管弦楽団
- ベルチルド・デュフォー

スイス・ロマンド管弦楽団
- ステファン・フレンケル（ドイツ語版） 1930年 - 1935年
- ハンス・バッサーマン 1933年 - 1936年
- ルイ・ステール
- ミシェル・シュヴァルベ 1944年 - 1946年
- ローラン・フニヴ
- ペーター・リバール 1970年 - 1980年
- ロバート・ツィマンスキー
- ジャン・ピゲ
- セルゲイ・オストロフスキー
- ボグダン・ズヴォリステアヌ
- ローランド・フェニヴェシュ

チューリッヒ・トーンハレ管弦楽団
- アントン・フィーツ
- ジュリア・ベッカー
- アンドレアス・純・ヤンケ
- クライディ・サハチ

ミラノ・スカラ座フィルハーモニー管弦楽団
- クライディ・サハチ
- フランチェスコ・マナーラ
- フランチェスコ・デ・アンジェリス（英語版） 1998年 -
- ラウラ・マルツァドーリ

スイス・イタリアーナ管弦楽団
- ロベルト・コワルスキー
- タマス・メジャー

アルトゥーロ・トスカニーニ・フィルハーモニー管弦楽団
- タマス・メジャー 1981年 - 1983年

RAI国立交響楽団
- ペーター・タンフィールド（英語版）

オスロ・フィルハーモニー管弦楽団
- リチャード・バーギン
- ロベール・ソエタン

ベルゲン・フィルハーモニー管弦楽団
- アイヴィン・オードラン（英語版）

ヘルシンキ・フィルハーモニー管弦楽団
- ウィリー・ブルメスター ？ - 1895年
- レオ・フンテク 1906年 - 1909年
- リチャード・バーギン

フィンランド放送交響楽団
- サカリ・オラモ

ラハティ交響楽団
- ヤーッコ・クーシスト

ロイヤル・ストックホルム・フィルハーモニー管弦楽団
- ヨーゼフ・ヴォルフスタール
- エリック・グリューエンバーグ 1956年 - 1958年

チェコ・フィルハーモニー管弦楽団
- ミロスラフ・ヴィリーメッツ 1992年 - ？
- ボフミル・コトゥメル
- ヨゼフ・シュパチェック（英語版） 2011年 -

ブルノ国立フィルハーモニー管弦楽団
- 小林武史 (ヴァイオリニスト) 1961年 - 1963年

スロヴァキア放送交響楽団
- エヴァルト・ダネル

ハンガリー国立フィルハーモニー管弦楽団
- ガライ・ジェルジ 1951年 - 1960年

ブダペスト祝祭管弦楽団
- ガボール・タカーチ＝ナジ（英語版）
- タマス・メジャー 1984年 -
- ヴィオレッタ・エッカート

ワルシャワ国立フィルハーモニー管弦楽団
- リチャード・バーギン

サンクトペテルブルク・フィルハーモニー交響楽団
- リチャード・バーギン
- ラザール・ゴスマン（ドイツ語版） 1949年 - 1977年
- ジノ・ヴィニコフ
- ヴィクトル・リーバーマン

ロシア国立交響楽団
- ゲンリヒ・フジリゲイム

キーロフ歌劇場管弦楽団
- セルゲイ・レヴィーチン

フィルハーモニア・フンガリカ
- ペーター・ハルミ
- 上野眞樹
- アーゴシュトン・アンドラーシュ

### 北米
ニューヨーク・フィルハーモニック
- エドゥアルド・タック
- セオドア・スピアリング 1909年 - 1910年
- レオポルド・クラマー 1913年 - 1914年
- シピオーネ・グィーディ 1921年 - 1931年
- ミシェル・ピアストロ 1931年 - 1943年
- マクシミリアン・ピルツァー
- ジョン・コリリアーノ[注釈 2] 1943年 - 1966年
- ジェイコブ・クラチマルニック 1961年 - 1962年
- デイヴィッド・ネイディアン 1966年 - 1970年
- ラファエル・ドゥリアン 1971年 - 1974年
- ロドニー・フレンド 1975年 - 1979年
- グレン・ディクテロウ（英語版） 1980年 - 2014年
- フランク・ホアン（英語版） 2015年 -

シカゴ交響楽団
- マックス・ベンディックス（英語版） 1891年 - 1896年
- アーネスト・ウェンデル 1896年 - 1897年
- レオポルド・クラマー 1897年 - 1909年
- ルートヴィヒ・ベッカー 1909年 - 1910年
- ハンス・レッツ 1910年 - 1912年
- ハリー・ワイスバッハ 1912年 - 1921年
- ヤコブ・ゴードン 1921年 - 1930年
- ミッシャ・ミシャコフ（英語版） 1930年 - 1937年
- ジョン・ウェイチャー 1937年 - 1959年
- シドニー・ハース（英語版） 1959年 - 1962年
- ヴィクター・アイタイ 1962年 - 1986年
- スティーヴン・スタリック（英語版） 1963年 - 1967年
- シドニー・ワイス 1967年 - 1972年
- サミュエル・マガド 1972年 - 2007年
- ルーベン・ゴンザレス 1986年 - 1996年
- ロバート・チェン 1999年 -

ボストン交響楽団
- ベルナルド・リストマン 1881年 - 1885年
- フランツ・クナイゼル 1885年 - 1903年
- エンリケ・フェルナンデス・アルボス 1903年 - 1904年
- ヴィリー・ヘス 1904年 - 1910年
- カール・ウェンドリング（ドイツ語版） 1907年 - 1908年
- アントン・ヴィテク 1910年 - 1918年
- フレディ・フラッドキン 1918年 - 1920年
- リチャード・バーギン 1920年 - 1962年
- ジョゼフ・シルバースタイン 1962年 - 1984年
- マルコム・ロウ 1984年 -

フィラデルフィア管弦楽団
- カール・ドゥーエル 1900年 - 1901年
- エルカン・コスマン 1901年 - 1903年
- ジョン・マークアルト 1902年 - 1903年
- フーゴ・オルク 1903年 - 1904年
- ミヒャエル・セヴェドゥロフスキ 1904年 - 1906年
- サッデウス・リッチ 1906年 - 1926年
- マイケル・グシコフ 1926年 - 1927年
- ミッシャ・ミシャコフ（英語版） 1927年 - 1929年
- アレグザンダー・ヒルスバーグ 1935年 - 1951年
- ジェイコブ・クラチマルニック 1951年 - 1958年
- アンシェル・ブルシロウ（英語版） 1959年 - 1966年
- ノーマン・キャロル 1966年 - 1994年
- エレズ・オファー 1995年 - 1998年
- デービッド・キム（英語版） 1999年 -

クリーヴランド管弦楽団
- ソル・マーコッソン 1918年 - 1919年
- ルイ・エドリン 1919年 - 1923年
- アルトゥール・ベックウィズ 1923年 - 1926年
- ジョセフ・フックス 1926年 - 1941年
- フーゴ・コルベルク 1941年 - 1942年
- トッシー・スピヴァコフスキー 1942年 - 1945年
- ジョーゼフ・クニッツァー 1945年 - 1946年
- サミュエル・サビュー 1946年 - 1947年
- ジョーゼフ・ギンゴールド 1947年 - 1960年
- ラファエル・ドルイアン 1960年 - 1969年
- ダニエル・マジェスケ 1969年 - 1993年
- マーティン・チャリフォー 1993年 - 1995年
- ウィリアム・プルーシル 1995年 -

ロサンゼルス・フィルハーモニック
- ブロニスワフ・ギンペル
- シドニー・ハース（英語版）
- シドニー・ワイス
- デヴィッド・ フリシナ
- マーティン・チャリフォー

サンフランシスコ交響楽団
- エドゥアルド・タック 1911年 - 1912年
- アドルフ・ローゼンベッカー 1912年 - 1915年
- ルイス・パーシンガー 1915年 - 1925年
- ミシェル・ピアストロ 1925年 - 1931年
- ネイサン・アバス 1931年 - 1932年
- ナウム・ブリンダー 1932年 - 1957年
- フランク・ハウザー 1957年 - 1964年
- ジェイコブ・クラチマルニック 1964年 - 1970年
- スチュワート・キャニン 1970年 - 1980年
- レイモンド・コブラー 1980年 - 1998年
- アレクサンダー・ブランシック（英語版） 2001年 -

ピッツバーグ交響楽団
- エドゥアルド・タック 1908年 - 1909年
- フーゴ・コルベルク 1940年 - 1941年
- アンドレス・カルデネス（英語版）
- ノア・ベンディックス＝バルグリー

デトロイト交響楽団
- パスクアーレ・ブリグリア
- ミッシャ・ミシャコフ（英語版）
- ジョーゼフ・ギンゴールド 1944年 - 1945年
- ゴードン・ステイプルズ（英語版）

ミネソタ管弦楽団
- ピエール・ヘンロッテ
- ジョリア・フリーザニス

シンシナティ交響楽団
- フーゴ・ヒアマン（英語版）
- フーゴ・オルク
- ティモシー・リース

ボルティモア交響楽団
- ミッシャ・ミシャコフ（英語版）
- ミヒャエル・ローゼンカー 1962年 - 1964年
- ヤン・トマソウ
- ジョナサン・カーネイ
- ジョーゼフ・ギンゴールド

ヒューストン交響楽団
- ルーベン・ゴンザレス
- フランク・ホアン（英語版） 2010年 - 2014年

アトランタ交響楽団
- ウィイアム・ステック（英語版）
- ウィリアム・プルーシル 1982年 - 1989年
- セシリア・アルゼウスキ 1990年 - 2008年
- デイヴィッド・クーシェロン

ダラス交響楽団
- ワルター・フライド（英語版） 1911年 - 1925年
- カール・ヴェンス（英語版） 1927年 - 1931年
- ラファエル・ドゥリアン 1947年 - 1949年
- ジェイコブ・クラチマルニック 1964年
- ウィイアム・ステック（英語版）
- エマニュエル・ボロック（英語版） 1985年 - 2010年

ワシントン・ナショナル交響楽団
- ウィイアム・ステック（英語版） 1982年 - 2001年
- ヌリット・バー＝ヨゼフ 2002年 -

セントルイス交響楽団
- エルンスト・スピアリング 1931年 - 1941年
- フーゴ・オルク
- マイケル・グシコフ
- シピオーネ・グィーディ
- ラザール・ゴスマン（ドイツ語版）

ユタ交響楽団
- ウィリアム・プルーシル
- ラルフ・マットソン 1985年 -

シアトル交響楽団
- ジョン・ウェイチャー
- イルッカ・タルヴィ（英語版）
- アレグザンダー・ヴェリゾン

アメリカ交響楽団
- エリカ・キーセウェッター

バッファロー・フィルハーモニー管弦楽団
- アルバート・プラッツ（英語版）

ナッシュヴィル交響楽団
- スティーヴン・クラップ（英語版）

メトロポリタン歌劇場管弦楽団
- シグノア・シオッフィ 1883年 - 1884年
- ナーハン・フランコ（英語版） 1883年 - 1907年
- カルロス・ハッセルブリンク 1884年 - 1889年、1894年 - 1899年
- マックス・グールケ 1904年
- マックス・ベンディックス（英語版） 1904年 - 1905年
- ユージン・ボーグナー 1910年 - 1914年
- ジーノ・ナストゥルッチ 1914年 - 1922年
- レオポルド・クラマー 1922年 - 1923年
- ピエール・ヘンロッテ 1923年 - 1925年、1926年 - 1936年
- ユージン・ドゥボイス 1925年 - 1926年、1944年 - 1945年
- ステファン・フレンケル（ドイツ語版） 1936年 - 1940年
- ミヒャエル・ローゼンカー 1940年 - 1942年
- フーゴ・コルベルク 1942年 - 1944年
- フェリックス・アイル 1945年 - 1957年
- レイモンド・グニウェク（英語版） 1957年 - 2000年
- ガイ・ルミア 1984年 - 1988年
- エルミラ・ダルヴァロヴァ 1989年 - 1993年
- コンスタンティン・ストイアノフ 1993年 - 1999年
- ニコラス・イーネット 1999年 - 2009年
- デイヴィッド・チャン 2000年 -

モントリオール交響楽団
- ハイマン・ブレス
- リチャード・ロバーツ
- アンドルー・ワン

トロント交響楽団
- アルバート・プラッツ（英語版）
- スティーヴン・スタリック（英語版）
- ジョナサン・クロウ（英語版）

ニューヨーク交響楽団
- ミッシャ・ミシャコフ（英語版） 1920年 - 1927年

NBC交響楽団（シンフォニー・オブ・ジ・エア）
- ミッシャ・ミシャコフ（英語版） 1937年 - 1952年
- ダニエル・ギレ 1951年 - 1954年
- フェリックス・ガリミール 1952年 - 1954年
- ルイ・グレーラー

CBC交響楽団
- アルバート・プラッツ（英語版）

### 中東
イスラエル・フィルハーモニー管弦楽団（パレスチナ管弦楽団）
- ハンス・バッサーマン 1937年 - 1943年
- ユーゼフ・カミンスキ 1937年 - 1969年
- メナヘム・ブラアー 1955年 - ？
- ハイイーム・タウブ 1969年 - 1988年
- イガル・トゥネ 1987年 -
- イリヤ・コノヴァロフ 1997年 -
- ダヴィド・ラジンスキ 2015年 -

### 日本
NHK交響楽団
- 前田璣 1926 - 1933年
- 加藤嘉一 1926 - 1931年
- 日比野愛次 1933 - 1952年
- コンラート・リーブレヒト 1934 - 1935年
- 黒柳守綱 1937 - 1942年
- 鰐淵賢舟 1942 - 1944年
- 本橋誠 1945 - 1953年、1956 - 1959年
- 岩淵龍太郎 1953 - 1956年
- パウル・クリング 1954 - 1955年
- 坂本玉明 1956 - 1970年
- 外山滋 1956年
- 海野義雄 1959 - 1970年
- ウィルヘルム・ヒューブナー 1963 - 1964年
- 堀伝 1964 - 1991年
- 田中千香士 1966 - 1979年
- 川上久雄 1970 - 1984年
- 徳永二男 1976 - 1994年
- 堀正文 1979年 - 2015年
- 山口裕之 1984年 - 2013年
- 篠崎史紀 1997年 -
- 伊藤亮太郎 2015年 -

サイトウ・キネン・オーケストラ
- 豊嶋泰嗣
- 安芸晶子
- 矢部達哉
- 長原幸太

オーケストラ・アンサンブル金沢
- パヴェル・ボガチュ 1990年 - 1999年
- マイケル・ダウス
- サイモン・ブレンディス
- アビゲイル・ヤング
- 松井直 1994年 -

大阪フィルハーモニー交響楽団
- 長谷川孝一 1947年 - 1950年（前身の関西交響楽団時代）
- 宮本政雄 1950年 - 1951年（前身の関西交響楽団時代）
- 小杉博英 1951年 - 1960年（前身の関西交響楽団時代を含む）
- 安田英郎 1961年 - 1980年
- 藤井允人 1980年 - 1986年
- 稲庭達 1980年 - 1988年
- 岡田英治 1980年 - 2004年
- ジェラルド・ジャービス 1987年 - 1989年
- 梅沢和人 1989年 - 2010年
- 長原幸太 2004年 - 2012年
- 崔文洙  2009年 -
- 渡辺美穂 2012年 - 2014年
- 田野倉雅秋 2012年 - 2019年
- 須山暢大 2018年 -

大阪交響楽団
- 森下幸路 2001年 -
- 林七奈 2005年 -

神奈川フィルハーモニー管弦楽団
- 七澤清貴 1980年 - 2000年
- 深山尚久 1993年 - 1997年
- 尾花輝代充
- 石田泰尚 2001年 -
- 﨑谷直人 2014年 - 2022年

関西フィルハーモニー管弦楽団
- 川島秀夫 1981年 - 2009年
- ギオルギ・バブアゼ 2001年 -
- 岩谷祐之 2008年 - 2022年

九州交響楽団
- 松村英夫
- 豊嶋泰嗣 1997年 - 2009年
- 扇谷泰朋 2004年 -
- 近藤薫 2011年 - 2015年

京都市交響楽団
- 西村順吉 1967年 - 1985年
- 尾花輝代充
- 辻井淳 1984年 - 1993年
- 工藤千博 1986年 - 2006年
- グレブ・ニキティン 2006年 - 2008年
- 渡辺穣 1995年 - 2018年
- 泉原隆志 2009年 -

群馬交響楽団
- 松本善三
- 大関博明 1979年 - 1987年
- 篠崎史紀 1988年 - 1991年
- 水谷晃 2010年 - 2013年
- 伊藤文乃 2009年 -

札幌交響楽団
- 佐々木一樹 1966年 - 1977年
- ルイ・グレーラー 1977年 - 1981年
- 深山尚久 1988年 - 1992年
- 尾花輝代充 1993年 - 1996年
- グレブ・ニキティン 1993年 - 2000年
- 田島高宏 2001年 - 2004年、2014年 -
- 三上亮 2007年 - 2011年
- 大平まゆみ 1998年 - 2019年
- 伊藤亮太郎 2005年 - 2015年
- 会田莉凡 2022年 -

新日本フィルハーモニー交響楽団
- ルイ・グレーラー
- 安芸晶子
- 崔文洙（1997年- ）
- 豊嶋泰嗣（1997年- ）
- 西江辰郎（2005年- ）

仙台フィルハーモニー管弦楽団
- 渋谷由美子（1979-2002年）
- 森下幸路（1994-2000年）
- 西江辰郎（2001-2005年）
- 伝田正秀（2006-2011年）
- 神谷未穂（2010年- ）
- 西本幸弘（2012年- ）

セントラル愛知交響楽団
- 七澤清貴
- 浅井万水美
- 高橋律也
- 寺田史人（2008年- ）

東京交響楽団
- 小林武史
- 阿部冨士雄
- 徳永二男（1966-1968年）
- 佐々木一樹（1977-1980年）
- 荒井英治（1980-1988年）
- 小森谷巧（1987-1999年）
- 西田博（1989-1994年）
- 磯恒男（1989-99年）
- 深山尚久（1999-2001年）
- 高木和弘（2007-2012年）
- 大谷康子（1995年- ）
- グレブ・ニキティン（2000-2006年、2008年- ）
- 水谷晃（2013年-2023年）

東京シティ・フィルハーモニック管弦楽団
- 山本友重（1991-1999年）
- 戸澤哲夫（1995年- ）

東京都交響楽団
- 小林健次
- 古澤巌（1988-1991年）
- ジェラルド・ジャービス（1990年-1995年）
- 矢部達哉（1990年- ）
- 山本友重（2000年-　）
- 四方恭子（2009年-2023年 ）
- 水谷晃（2024年- ）

東京フィルハーモニー交響楽団
- 磯恒男（1968-89年）
- 山口裕之（1976-1979年）
- 深山尚久（1980-1986年）
- 平澤仁（1988-2009年）
- 荒井英治（1989-2015年）
- 青木高志（1990-2015年）
- 三浦章宏（2001年-　）
- 近藤薫（2015年- ）
- 依田真宣（2015年- ）

名古屋フィルハーモニー交響楽団
- 北垣紀子（1976-1989年）
- 水野稔雄（1985-1989年）
- 後藤龍伸（1995年- ）
- 日比浩一[18]（2001年- ）
- 田野倉雅秋（2012-2019年 ）

日本センチュリー交響楽団
- 稲庭達（1992-2003年）
- 川崎洋介（2006-2008年）
- 太田雅音（2006-2011年）
- 後藤龍伸（2009年- ）
- 松浦奈々（2015年- ）

日本フィルハーモニー交響楽団
- ブローダス・アール（1956-1960年）
- ルイ・グレーラー（1960年- ?）
- 木野雅之（1993年- ）
- 扇谷泰朋（2006年- ）
- 田野倉雅秋（2019年- ）

兵庫芸術文化センター管弦楽団
- 朝枝信彦（2005-2010年）
- 四方恭子（2005年-2022年）
- 豊嶋泰嗣（2005年- ）
- 田野倉雅秋（2020年- ）

広島交響楽団
- 小島秀夫（1980-1998年）
- ヤン・プステヨフスキー
- エヴァルド・ダネル
- 伊藤文乃（1997-2005年）
- 上野眞樹（2002-2004年）
- 田野倉雅秋（2004-2014年）
- 佐久間聡一（2014年-2022年）
- 蔵川瑠美（2014年- ）

山形交響楽団
- 恵藤久美子（客演）（1980-1981年）
- 重本佳美（1983-1991年）
- 犬伏亜里（1996年- ）
- 高木和弘（2006-2013年）
- 高橋和貴（2015年- ）

読売日本交響楽団
- 小林武史
- 尾花輝代充
- 篠崎史紀（1991-1997年）
- 藤原浜雄（1992-2012年）
- デイヴィッド・ノーラン（1999-2013年）
- 小森谷巧（1999年- ）
- ダニエル・ゲーデ（2013年- ）
- 日下紗矢子（2013年- ）
- 長原幸太（2014年- ）

東京混声合唱団
- 徳永祐一

神戸市混声合唱団
- 福嶋勲

## ヴァイオリン独奏が活躍する管弦楽曲
ヴァイオリン独奏が活躍する管弦楽曲の例を挙げる。これらの曲では録音においては著名ヴァイオリニストがソロを演奏する場合もあるが、実演においてはまず楽団のコンサートマスターが演奏する。19世紀においてあるオーケストラではコンサートマスターがソロを弾く際、起立する慣わしがあったという。
- リムスキー＝コルサコフ - 交響組曲「シェヘラザード」
部分的にはヴァイオリン協奏曲と言ってもいいほどヴァイオリンソロが活躍する。
- リヒャルト・シュトラウス - 交響詩「ドン・キホーテ」「ドン・ファン」「ツァラトゥストラはこう語った」「英雄の生涯」など
リヒャルト・シュトラウスの管弦楽曲はどれもヴァイオリンソロが活躍する場面が多く、技術的難度も高い。
- マーラー - 交響曲第4番
第2楽章では変則調弦（スコルダトゥーラ）によるヴァイオリンをソロ用に別に用意し演奏する。
- モーツァルト - セレナード第7番 ニ長調 K.250「ハフナー」
第4楽章「ロンド」は、クライスラー編曲により、リサイタルのアンコールピースともなっている。
- サン＝サーンス - 交響詩「死の舞踏」
- チャイコフスキー - バレエ音楽「白鳥の湖」
- ブラームス - 交響曲第1番（第2楽章）